# Kunzit

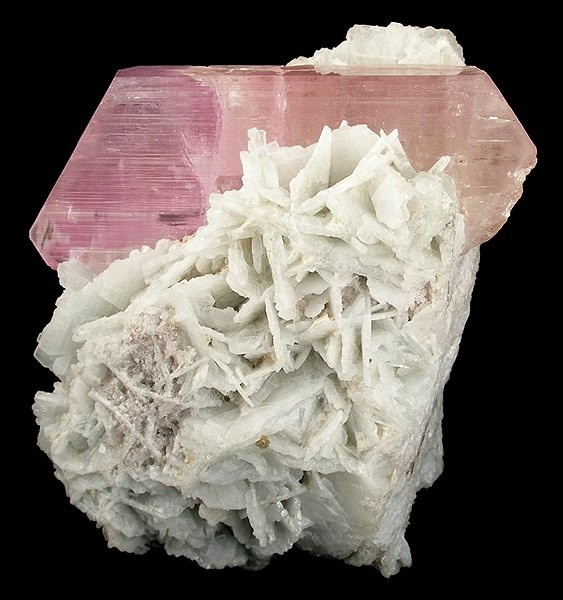
Kunzit (rosarot) auf Albit (weiß) aus dem Mawi-Pegmatit, Laghman, Afghanistan

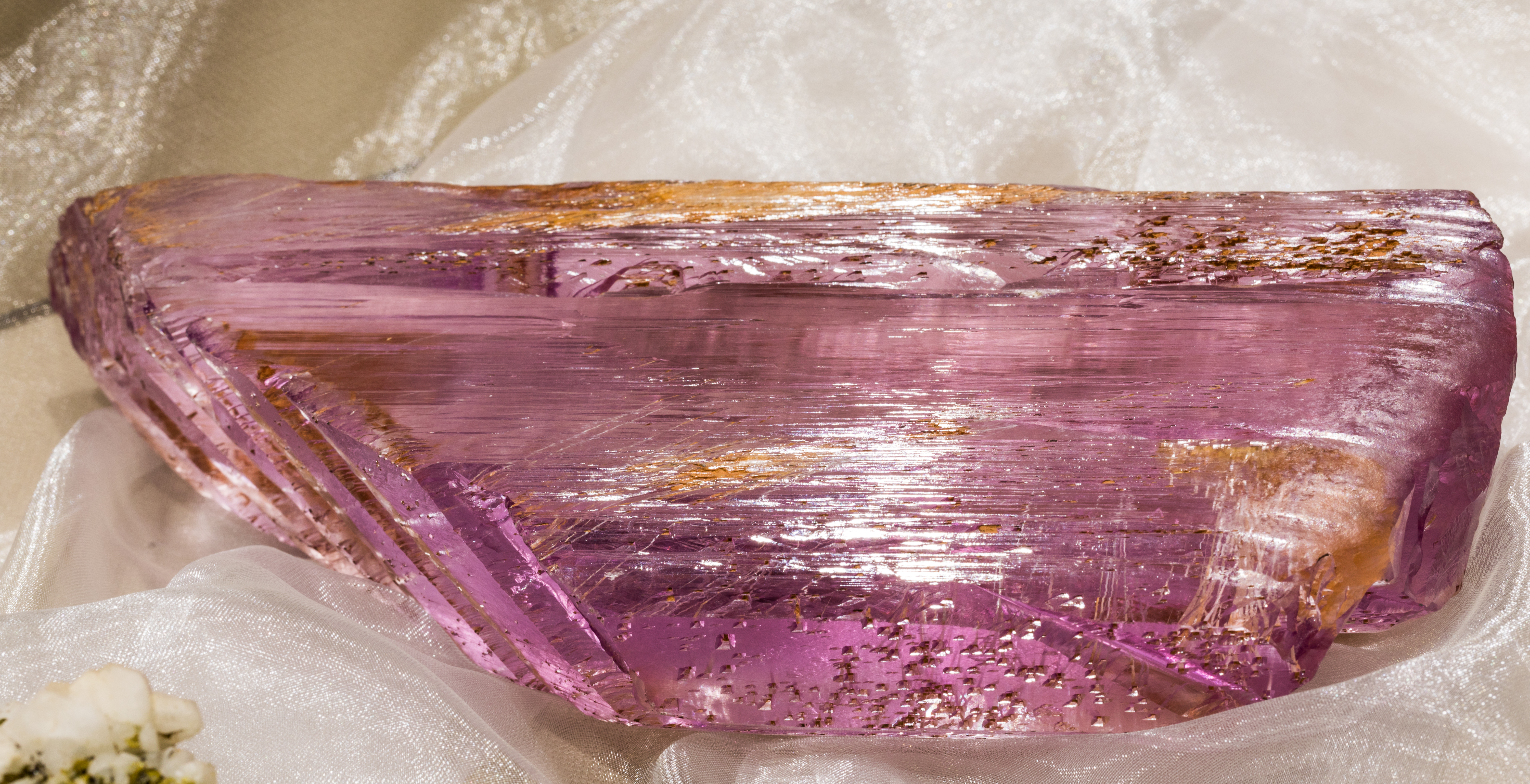
Kunzitkristall mit Ätzfiguren aus Minas Gerais, Brasilien

Kunzit ist eine Varietät des Minerals Spodumen. Weitere bekannte Varietäten sind der grüne bis gelblichgrüne Hiddenit sowie der gelbe Triphan. Er wird ausschließlich als Schmuckstein verwendet.

## Farbe
Kunzite sind klar durchsichtige Steine, ihre Farbe schwankt zwischen beinahe völliger Farblosigkeit bis hin zum Dunkelviolett, wobei eine rosarote Färbung durch Mangan-Beimengungen entsteht. Die schönsten und begehrtesten Kunzite sind von tiefer rosa Farbe mit einem Stich ins Bläuliche.

## Etymologie und Geschichte
Den Namen verdankt der Kunzit seinem Entdecker, George Frederick Kunz, einem berühmten amerikanischen Gemmologen, der als Mitarbeiter von Tiffany & Co. den Kunzit 1903 in Pala (Kalifornien, USA) entdeckte.

## Vorkommen
Hauptlieferant guter Kunzite sind die USA, wo sie in Pegmatitgesteinen zusammen mit Mineralen der Turmalingruppe geschürft werden. Weitere Fundstätten befinden sich in der Region um Minas Gerais in Brasilien, in Afghanistan und auf der Insel Madagaskar, einige auch in Finnland.

## Verwendung als Schmuckstein

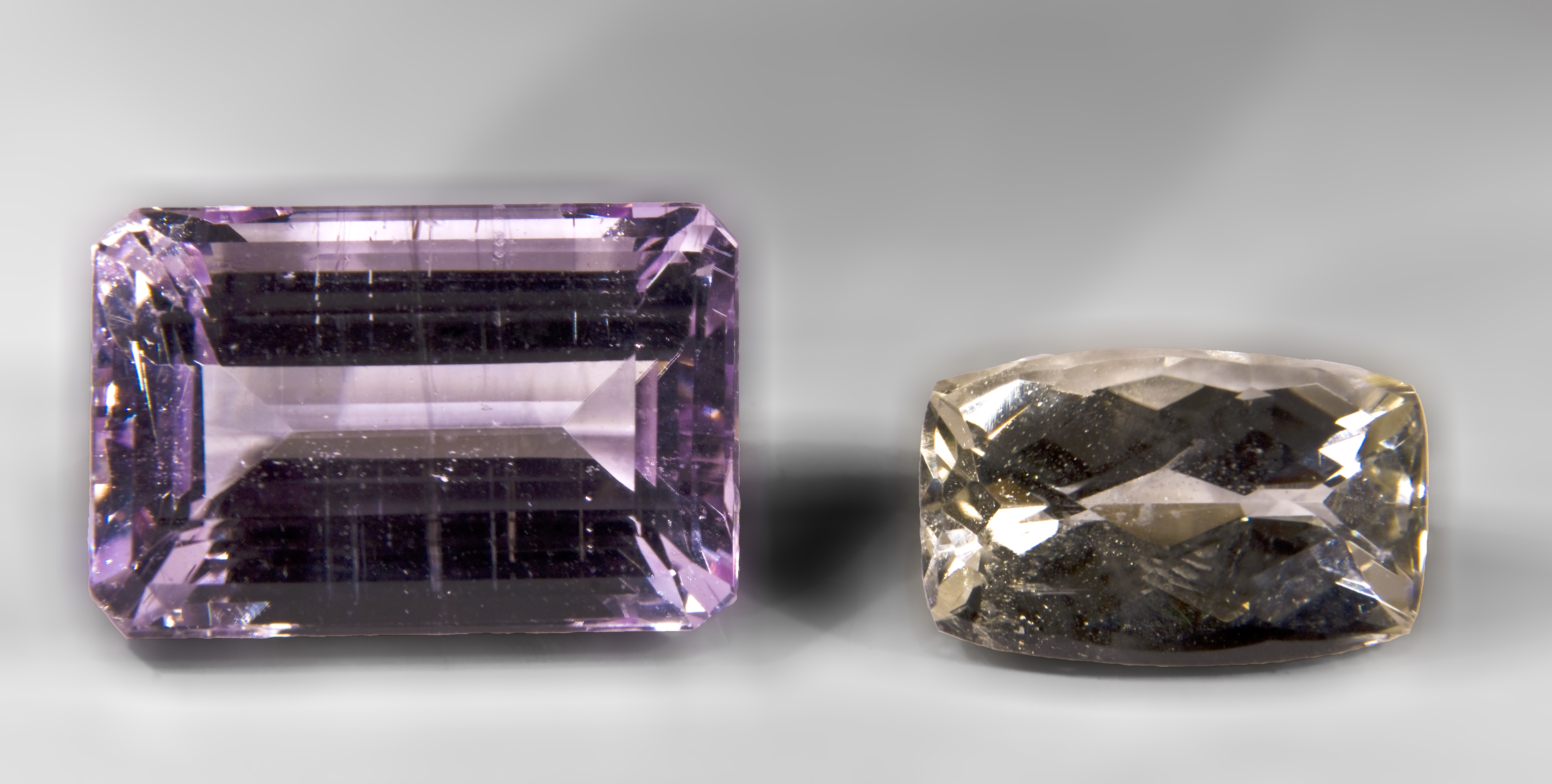
Kunzit (links) im Achteck- und Hiddenit (rechts) im Antik-Schliff

Für den geschliffenen Stein ist die Anlage des Schliffs – vorwiegend Scheren- oder Treppenschliff, seltener Brillantschliff – von großer Bedeutung, denn Spodumene sind stark pleochroitisch, das heißt, die Farben wechseln in den verschiedenen Richtungen des kristallinen Gefüges.
Typisch für den geschliffenen Kunzit ist sein strahlender Glanz. Darum verträgt er sich in Schmuckstücken so gut mit Diamanten und gewinnt in dieser Zusammenstellung, welche in den USA, wo der Kunzit viel bekannter als in Europa ist, hoch geschätzt wird.
Durch seine Wärme- und Druckempfindlichkeit bereitet Kunzit dem Schmuckhersteller einige Probleme. Beim Schleifen und Löten ist also große Vorsicht geboten, da der Stein bei einer Temperatur von 300 bis 400 Grad Celsius seine Farbe verliert und ihn ein rascher Temperaturwechsel sowie zu starker Druck beim Fassen spaltet. Einwirkung von Sonnenlicht bzw. starkem Kunstlicht über einen längeren Zeitraum bleicht Kunzit aus.

### Manipulationen und Imitationen
Trotz seiner Wärmeempfindlichkeit kann die Farbe von zu blassem oder falschfarbenem Kunzit durch Brennen bei etwa 150 °C verbessert werden. Der oft im Handel erhältliche synthetische Kunzit ist tatsächlich synthetischer Korund in Kunzitfarbe.